# Слободна сиријска армија
Слободна сиријска армија је оружана пубуњеничка формација повезана са побуњеном сиријском опозицијом која се бори против режимске војске у Сиријском рату. Слободну сиријску армију су основали 2011. године одбегли официри и војници сиријске војске. Већину припадника ових група чине сунитски муслимани, а у јуну 2016. процењена снага Слободне сиријске армије износила је око 50.000 људи. Слободна сиријска армија је изводила  операције у готово свим деловима Сирије, али су је 2014. на истоку земље потиснуле снаге Исламске Државе. Иако се званично боре и против Исламске Државе, међу њима је често долазило до сарадње зато што се Слободна сиријска армија највише бори против  сиријске војске у циљу свргавања председника Асада. Велики број бораца Слободне сиријске армије је прешао на страну ИД-а, а према извештајима са терена, велики проценат преосталих бораца подржавају дејства Исламске Државе. 
Бројни светски аналитичари су довели у питање постојање слободне сиријске армије која је заправо скупина различитих салафистичких и џихадистичких група које делују самостално и без јединствене команде али су ипак добиле подршку западних и неких блискоисточних земаља као и њихове медијске пропаганде која их је представила као „борце за слободу". Руска Федерација је 2015, на позив председника Асада, покренула војну интервенцију у Сирији и уједно започела бомбардовање позиција Слободне сиријске армије на шта су се неке земље на челу са САД жестоко успротивиле па је Русија одговорила тврдњама да „Слободна сиријска армија" заправо не постоји и да би Русија у супротном била спремна да јој помогне уколико западне земље покажу где се она налази и ко су њене вође.
Немачки новинар Јирген Тоденхофер, који је посетио Исламску Државу, тврди да су му команданти ИД-а рекли како је „Слободна сиријска армија" њихов најбољи снабдевач оружјем и да од њих купују модерну опрему коју западне земље и САД достављају сиријским побуњеницима.

## Подршка
Слободна сиријска армија ужива велику подршку више страних држава које се залажу за смену председника Асада. Ту се нарочито истичу Турска, САД, УК, Катар, Саудијска Арабија, Либија, Израел и Јордан. На почетку рата је добијала и активну подршку од Ал Каиде у виду финансија и нових муџахедина. Групе слободне сиријске армије су повезане са џихадистичким групама као што су Фронт Ал Нусра и Тахрир ал Шам са којима понекад долазе у сукоб али најчешће заједно са њима сарађују у борби против Сиријске војске.